# Tyler Doig
Tyler Doig (* 15. Februar 1986 in Seaforth, Ontario) ist ein ehemaliger kanadischer Eishockeyspieler, der im Verlauf seiner aktiven Karriere unter anderem für die Toronto Marlies und Hartford Wolf Pack aus der American Hockey League sowie den HC Pustertal aus der Serie A1 gespielt hat.

## Karriere
Tyler Doig begann seine Karriere als Profieishockeyspieler 2003 bei den Barrie Colts in der Ontario Hockey League. Im Sommer 2004 wechselte er zum Ligakonkurrenten Guelph Storm, für den er die folgenden drei Saisonen nahezu komplett stürmte. Ende der dritten Saison wechselte er zu den Belleville Bulls, wiederum aus der OHL. In der Saison 2007/08 spielte er das erste Mal in der ECHL bei Columbia Inferno. Noch in der gleichen Saison kam er zu 24 Einsätzen in der American Hockey League beim Farmteam Toronto Marlies. Im Sommer 2008 wechselte er zum Ligakonkurrenten Reading Royals, wo Doig wiederum zu fünf Einsätzen bei den Toronto Marlies in der AHL kam. in der Saison 2009/10 spielte er für die Charlotte Checkers aus der amerikanischen ECHL. Auch in dieser Saison kam er zu zwei Einsätzen beim Farmteam Hartford Wolf Pack in der AHL. Im Sommer 2010 versuchte er den Sprung nach Europa. Er unterzeichnete einen einjährigen Vertrag beim HC Pustertal aus der italienischen Serie A1. Nach acht Spielen im Pustertal wurde der Vertrag in beidseitigem Einverständnis aufgelöst. Im November 2010 unterschrieb er einen Vertrag bei den Kalamazoo Wings aus der ECHL. Nach wenigen Spielen wurde er noch im gleichen Monat zu den Toledo Walleye transferiert.
Dort beendete Doig die Saison 2010/11 und ließ im Anschluss seine aktive Karriere von 2011 bis 2019 bei den Clinton Radars in der WOAA Senior AA Hockey League ausklingen, mit denen er viermal die WOAA-Meisterschaft gewann.

## Erfolge und Auszeichnungen
- 2008 Teilnahme am ECHL All-Star Game
- 2009 Teilnahme am ECHL All-Star Game
- 2016 WOAA-Meister mit den Clinton Radars
- 2017 WOAA-Meister mit den Clinton Radars
- 2018 WOAA-Meister mit den Clinton Radars
- 2019 WOAA-Meister mit den Clinton Radars